# Hadropareia
Hadropareia is een geslacht van straalvinnige vissen uit de familie van puitalen (Zoarcidae).

## Soorten
- Hadropareia middendorffii Schmidt, 1904
- Hadropareia semisquamata Andriashev & Matyushin, 1989